# Leo Brandenburg
Leo Brandenburg (* 21. Juni 1895 in Sterkrade; † 2. März 1946 im Speziallager Nr. 1 Mühlberg) war ein deutscher Reichsgerichtsrat.

## Leben
Er erlangte die Reife am Realgymnasium Sterkrade 1913. Dann studierte er Rechtswissenschaften in Bonn, Münster und München. In Bonn wurde er Mitglied der KDStV Bavaria Bonn, in München der KDStV Burgundia im CV. Er wurde 1919 promoviert. Am Ersten Weltkrieg nahm er nicht teil. In der Weimarer Republik wurde er 1921 Gerichtsassessor. 1923 wurde er zum Landgerichtsrat in Duisburg-Hamborn ernannt und im Justizministerium tätig. 1928 wurde er stellvertretender Bevollmächtigter zum Reichsrat. Nach der Machtübertragung an die NSDAP trat er zum 1. Mai 1933 der NSDAP bei (Mitgliedsnummer 1.943.554). Oberlandesgerichtsrat wurde er 1935 zunächst in Zweibrücken, dann in Düsseldorf. 1937 kam er an das Reichsgericht. Er war bis 1945 im I. Zivilsenat tätig. Nach der Besetzung Leipzigs durch die Rote Armee wurde er – wie andere Reichsgerichtsräte – durch den NKWD verhaftet. Er starb 1946 im Speziallager in Mühlberg.
Der Katholik Brandenburg war ein Vetter Theodor Klausers und der Vater des Archäologen Hugo Brandenburg sowie des Bildhauers Paul Brandenburg.

## Schriften
- Die Verträge auf fremde Leistung, Dissertation Bonn 1919, Sterkrade 1919